# ترم‌تای
تُرُم‌تای یا تُرُمتای (نام علمی: Falco columbarius) گونه کوچکی از شاهین در تیرهٔ شاهینان است که ۳–۹ زیرگونه دارد. این پرنده در نواحی نزدیک به قطب شمال تخم‌گذاری می‌کند و در زمستان به نواحی گرمسیری و زیرگرمسیری مهاجرت می‌کند. ترمتای در ایران نیز یافت می‌شود. در فارسی کهن با نام جُرّه باز نیز شناخته می‌شد.
ترم‌تای ۲۴ تا ۳۳ سانتی‌متر طول دارد و فاصلهٔ بال‌هایش ۵۰ تا ۶۷ سانتی‌متر است. در قیاس با دیگر شاهین‌های کوچک تنومندتر است. میانگین وزن نرها ۱۶۵ گرم و ماده‌ها ۲۳۰ گرم است.

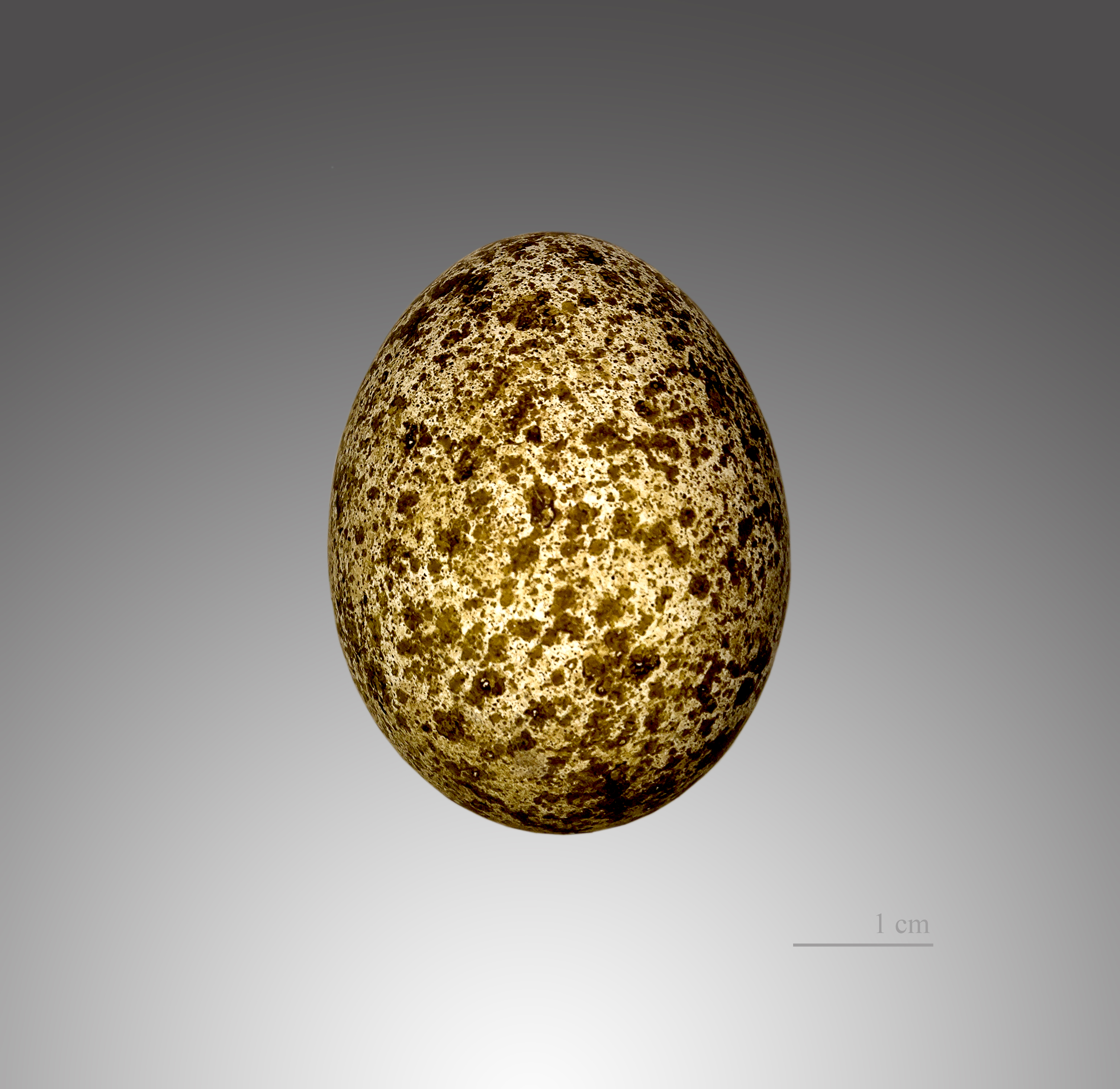
راست Falco columbarius